# Needhamella mazama
Needhamella mazama is een haft uit de familie Leptophlebiidae. De wetenschappelijke naam van de soort is voor het eerst geldig gepubliceerd in 2012 door Nascimento, Mariano & Salles.
De soort komt voor in het Neotropisch gebied.